# Nagroda Goya dla najlepszej aktorki drugoplanowej
Nagroda Goya dla najlepszej aktorki drugoplanowej (hiszp. Premio Goya a la mejor interpretación femenina de reparto) – nagroda filmowa przyznawana od 1987 r. przez Hiszpańską Akademię Sztuki Filmowej.
Najwięcej nagród w tej kategorii - po dwie - zdobyły dotychczas: Verónica Forqué, María Barranco, Rosa María Sardà i Candela Peña.

## Zwyciężczynie i nominowane

### 1987–1990
1987: Verónica Forqué – Rok przebudzenia (El año de las luces)
- Chus Lampreave – Rok przebudzenia (El año de las luces)
- María Luisa Ponte – El hermano bastardo de Dios (El hermano bastardo de Dios)

1988: Verónica Forqué – Maurowie i chrześcijanie (Moros y cristianos)
- Marisa Paredes – Biała maseczka (Cara de acelga)
- Terele Pávez – Laura, del cielo llega la noche (Laura, del cielo llega la noche)

1989: María Barranco – Kobiety na skraju załamania nerwowego (Mujeres al borde de un ataque de nervios)
- Laura Cepeda – Baton Rouge
- Terele Pávez – Zimowy dziennik (Diario de invierno)
- Chus Lampreave – Oczekiwanie w niebie (Espérame en el cielo)
- Julieta Serrano – Kobiety na skraju załamania nerwowego (Mujeres al borde de un ataque de nervios)

1990: María Asquerino – Morze i czas (El mar y el tiempo)
- Chus Lampreave – Zagraniczne zakupy (Bajarse al moro)
- María Barranco – Przedmioty miłości (Las cosas del querer)
- Amparo Rivelles – Markiz Esquilache (Esquilache)
- Concha Velasco – Markiz Esquilache (Esquilache)

### 1991–2000
1991: María Barranco – Lulu (Las edades de Lulú)
- Rosario Flores – Pod wiatr (Contra el viento)
- Loles León – Zwiąż mnie (¡Átame!)

1992: Kiti Manver – Todo por la pasta
- María Barranco – Oniemiały król (El rey pasmado)
- Cristina Marcos – Wysokie obcasy (Tacones lejanos)

1993: Chus Lampreave – Belle époque (Belle Époque)
- Mary Carmen Ramírez – Belle époque (Belle Époque)
- Pastora Vega – Demasiado corazón (Demasiado corazón)

1994: Rosa María Sardà – Dlaczego nazywają to miłością, jeśli to seks? (¿Por qué lo llaman amor cuando quieren decir sexo?)
- María Barranco – Ruda wiewiórka (La ardilla roja)
- Rossy de Palma – Kika

1995: María Luisa Ponte – Kołysanka (Canción de cuna)
- Candela Peña – Policzone dni (Días contados)
- Silvia Munt – Namiętność po turecku (La pasión turca)

1996: Pilar Bardem – Po śmierci o nas zapomną (Nadie hablará de nosotras cuando hayamos muerto)
- Chus Lampreave – Kwiat mego sekretu (La flor de mi secreto)
- Rossy de Palma – Kwiat mego sekretu (La flor de mi secreto)

1997: Mary Carrillo – Po drugiej stronie ogrodu (Más allá del jardín)
- Maribel Verdú – Celestyna (La Celestina)
- Loles León – Anarchistki (Libertarias)

1998: Charo López – Sekrety serca (Secretos del corazón)
- Ángela Molina – Drżące ciało (Carne trémula)
- Vicky Peña – Sekrety serca (Secretos del corazón)

1999: Adriana Ozores – Godzina odważnych (La hora de los valientes)
- Alicia Sánchez – Dzielnica (Barrio)
- Loles León – Dziewczyna marzeń (La niña de tus ojos)
- Rosa María Sardà – Dziewczyna marzeń (La niña de tus ojos)

2000: María Galiana – Samotne (Solas)
- Adriana Ozores – Bądźcie znowu razem (Cuando vuelvas a mi lado)
- Julieta Serrano – Bądźcie znowu razem (Cuando vuelvas a mi lado)
- Candela Peña – Wszystko o mojej matce (Todo sobre mi madre)

### 2001–2010
2001: Julia Gutiérrez Caba – You’re the One (Una historia de entonces)
- Chusa Barbero – Buziaki dla wszystkich (Besos para todos)
- Terele Pávez – Kamienica w Madrycie (La comunidad)
- Ana Fernández – You’re the One (Una historia de entonces)

2002: Rosa María Sardà – Bez wstydu (Sin vergüenza)
- Rosana Pastor – Joanna Szalona (Juana la Loca)
- Elena Anaya – Lucia i seks (Lucía y el sexo)
- Najwa Nimri – Lucia i seks (Lucía y el sexo)

2003: Geraldine Chaplin – Miasto bez granic (En la ciudad sin límites)
- María Esteve – Po drugiej stronie łóżka (El otro lado de la cama)
- Mar Regueras – Uraza (Rencor)
- Tina Sainz – Historia pocałunku (Historia de un beso)

2004: Candela Peña – Moimi oczami (Te doy mis ojos)
- María Botto – Żołnierze spod Salaminy (Soldados de Salamina)
- Mónica López – W mieście (En la ciudad)
- María Pujalte – Nie ugniemy się (El lápiz del carpintero)

2005: Mabel Rivera – W stronę morza (Mar adentro)
- Silvia Abascal – Wilk (El lobo)
- Victoria Abril – Siódmy dzień (El 7° día)
- Mercedes Sampietro – Nieświadomi (Inconscientes)

2006: Elvira Mínguez – Tapas
- Marta Etura – Pamiętaj o mnie (Para que no me olvides)
- Pilar López de Ayala – Obaba
- Verónica Sánchez – Camarón

2007: Carmen Maura – Volver
- Ariadna Gil – Kapitan Alatriste (Alatriste)
- Lola Dueñas – Volver
- Blanca Portillo – Volver

2008: Amparo Baró – Siedem stołów bilardowych (Siete mesas de billar francés)
- Geraldine Chaplin – Sierociniec (El orfanato)
- Nuria González – Detektywi w spódnicach (Mataharis)
- María Vázquez – Detektywi w spódnicach (Mataharis)

2009: Penélope Cruz – Vicky Cristina Barcelona
- Elvira Mínguez – Tchórze (Cobardes)
- Rosana Pastora – Spisek w Eskurialu (La conjura de El Escorial)
- Tina Sainz – Sangre de mayo

2010: Marta Etura – Cela 211 (Celda 211)
- Pilar Castro – Grubasy (Gordos)
- Verónica Sánchez – Grubasy (Gordos)
- Vicky Peña – El cónsul de Sodoma

### 2011–2020
2011: Laia Marull – Czarny chleb (Pa negre)
- Pilar López de Ayala – Lope
- Terele Pávez – Hiszpański cyrk (Balada triste de trompeta)
- Ana Wagener – Biutiful

2012: Ana Wagener – Uśpiony głos (La voz dormida)
- Pilar López de Ayala – Intruzi (Intruders)
- Goya Toledo – Maktub
- Maribel Verdú – Nie zrywa się kwiatów (De tu ventana a la mía)

2013: Candela Peña – Wieczni kowboje (Una pistola en cada mano)
- Chus Lampreave – Artysta i modelka (El artista y la modelo)
- María León – Wybuchowa Carmina (Carmina o revienta)
- Ángela Molina – Śnieżka (Blancanieves)

2014: Terele Pávez – Wredne jędze (Las brujas de Zugarramurdi)
- Nathalie Poza – Jego wszystkie kobiety (Todas las mujeres)
- Susi Sánchez – 10.000 nocy (10.000 noches en ninguna parte)
- Maribel Verdú – 15 lat i 1 dzień (15 años y un día)

2015: Carmen Machi – Jak zostać Baskiem (Ocho apellidos vascos)
- Bárbara Lennie – 9 mil (El Niño)
- Mercedes León – Stare grzechy mają długie cienie (La isla mínima)
- Goya Toledo – Marsella

2016: Luisa Gavasa – Krwawe gody (La novia)
- Marian Álvarez – Szczęśliwych 140 (Felices 140)
- Nora Navas – Szczęśliwych 140 (Felices 140)
- Elvira Mínguez – Nieznany (El desconocido)

2017: Emma Suárez – Kolejna skóra (La próxima piel)
- Terele Pávez – Przez otwarte drzwi (La puerta abierta)
- Candela Peña – Kiki i sekrety seksu (Kiki, el amor se hace)
- Sigourney Weaver – Siedem minut po północy (A Monster Calls)

2018: Adelfa Calvo – Autor (El autor)
- Anna Castillo – Powołanie (La llamada)
- Belén Cuesta – Powołanie (La llamada)
- Lola Dueñas – Trudno powiedzieć żegnaj (No sé decir adiós)

2019:  Carolina Yuste – Carmen i Lola (Carmen y Lola)
- Ana Wagener – Królestwo (El reino)
- Natalia de Molina – Kto ci zaśpiewa (Quién te cantará)
- Anna Castillo – Podróż do pokoju matki (Viaje al cuarto de una madre)

2020: Julieta Serrano – Ból i blask (Dolor y gloria)
- Natalia de Molina – Adiós
- Mona Martínez – Adiós
- Nathalie Poza – Póki trwa wojna (Mientras dure la guerra)

### 2021–2030
2021: Nathalie Poza – La boda de Rosa
- Juana Acosta – Niewygodny układ (El inconveniente)
- Verónica Echegui – Explota Explota
- Natalia de Molina – Uczennice (Las niñas)

2022: Nora Navas – Wolność (Libertad)
- Sonia Almarcha – Szef roku (El buen patrón)
- Aitana Sánchez-Gijón – Matki równoległe (Madres paralelas)
- Milena Smit – Matki równoległe (Madres paralelas)

2023: Susi Sánchez – Pięć małych wilczków (Cinco lobitos)
- Marie Colomb – Bestie (As bestas)
- Carmen Machi – Świnka (Cerdita)
- Penélope Cruz – 24 godziny (En los márgenes)
- Ángela Cervantes – Macierzyństwo (La maternal)

2024: Ane Gabarain – 20 000 gatunków pszczół (20.000 especies de abejas)
- Itziar Lazkano – 20 000 gatunków pszczół (20.000 especies de abejas)
- Ana Torrent – Zamknij oczy (Cerrar los ojos)
- Luisa Gavasa – El maestro que prometió el mar
- Clara Segura – Creatura

2025: Clara Segura – Autobus 47
- Macarena García – Niech płonie (Casa en flames)
- Maria Rodríguez Soto – Niech płonie (Casa en flames)
- Nausicaa Bonnín – Agentka (La infiltrada)
- Aixa Villagrán – Czerwona dziewica (La virgen roja)

## Wielokrotnie nominowani laureaci
Laureaci nagrody, którzy zdobyli więcej niż dwie nominacje:
| Aktorka              | Nagrody | Nominacje |
| -------------------- | ------- | --------- |
| Chus Lampreave       | 1       | 6         |
| Terele Pávez         | 1       | 6         |
| María Barranco       | 2       | 5         |
| Candela Peña         | 2       | 5         |
| Loles León           | 0       | 3         |
| Pilar López de Ayala | 0       | 3         |
| Maribel Verdú        | 0       | 3         |
| Elvira Mínguez       | 1       | 3         |
| Julieta Serrano      | 1       | 3         |
| Ana Wagener          | 1       | 3         |
| Rosa Maria Sardà     | 2       | 3         |
| Nathalie Poza        | 1       | 3         |
| Natalia de Molina    | 0       | 3         |